# خرسان (رود)
رودخانه خرسان،  رودخانه‌ای مرزی میان چهارمحال و بختیاری و کهگیلویه و بویراحمد است که به سد کارون۳ می‌ریزد.
- رودخانهٔ خرسان که خود از دو شاخهٔ اصلی تشکیل شده که یک شاخه از کوه‌های تنگ سرخ در ۱۵ کیلومتری شمال غربی اردکان فارس سرچشمه می‌گیرد و به نام رودخانهٔ بشار به سوی شمال غربی جریان می‌یابد. رودخانهٔ بشار از میان شهر یاسوج گذشته و با دریافت شعبه‌های متعددی به شاخهٔ دوم می‌رسد.
- شاخهٔ دوم از دامنهٔ شمالی کوه دنا از کنار روستای خفر  پادنا در سمیرم سرچشمه گرفته و پوزهٔ شمال غربی دنا را دور زده و از جوار روستای خرسان به شاخهٔ بشار می‌پیوندد و به استان چهارمحال و بختیاری وارد می‌شود و در منطقه بارز قبل از سد کارون ۳  به رودخانهٔ کارون می‌پیوندد.

طول رود خرسان تا محل تلاقی آن با رودخانهٔ کارون حدود ۱۶۰ کیلومتر است.

## سد خرسان ۳
سد خرسان ۳ سدی می باشد که بر روی رودخانهٔ خرسان در شهرستان لردگان واقع در استان چهارمحال و بختیاری با هدف تولید برق وذخیره آب درحال ساخت است.
این سد باعث از بین رفتن چند روستا و چندین هکتار جنگل پر از درختان با ارزش بلوط می شود کارشناسان تاثیرات این سد بر اکوسیستم منطقه را بسیار زیان بار می دانند و معتقدند باعث تاثیرات جبران ناپذیری بر روی آب و هوا ی منطقه می شود.
دلیل نام‌گذاری خرسان بر این رودخانه، گذر از روستای خرسان شهرستان دنا (اولین طلایهٔ منطقهٔ بویراحمد) است.
ماهی سونگ یکی از ماهی‌های این رودخانه است و ماهی‌گیران زیادی را به‌خاطر گوشت و جثهٔ بزرگ جلب می‌کند. طول رودخانهٔ خرسان ۲۳۰ کیلومتر و ارتفاع سرچشمهٔ آن از سطح دریا ۲۹۰۰ متر است. سراسر این رودخانه یکی از مناسب‌ترین مسیرها برای انجام ورزش‌های آبی است.